# Jakobski dvor
Grad Jakobski dol stoji v naselju Zgornjem Hlapju, v občini Pesnica pri Mariboru.
Sicer se v virih omenja dvor že v 15. in 16. stoletju, a je to le predhodnik današnjega gradu.
Grad oz. dvorec Jakobski dol je leta 1678 dala zgraditi žena graškega odvetnika in deželnega tajnika in uradnika dr. Gottfrieda von Beckh-Widmannstetterja. Po njegovi smrti je dobil dvorec njegov sin, ki je hitro zatem umrl v boju s Kruci. V lasti rodovine Beckh je grad ostal do leta 1768, ko ga je kupil Kajetan Langenmanntel, 1779 pa Kajetan grof Auersperg.
Pet let pozneje (1784) ga je kupil Franc von Weisseneg (Vivšniški), nato Ana plemenita Edersheim, 1810 pa Ignacij Voss, ki ga je 1819 prodal sinu Jakobu Vossu. Od 1867 do 1898 je bil v lasti Josefa in Anne Zentner, ki sta posestvo prodala istega leta veleposestniškima zakoncema Dolajš-Knupleš, katerih potomci so ga imeli v lasti do 1978. Leta 1978 je bilo prodano Antonu Pukšiču, ki je lastnik posestva in precej prezidane stavbe še danes (2016).
Od nekdanje kompozicije gradu je ostal le njegov enonadstropni, jugozahodni trakt. Nekdaj vzorno arkadirane stene dvoriščne fasade gradu, so sedaj zazidane v celoti-nadomestila so jih okna. Grad je iz arhitekturnega vidika popolnoma predelan in moderniziran.
Sobane v gosposkem nadstropju so velike in ponekod je mogoče najti štukirane stropove in druge arhitekturno-ornamentalne elemente.
Grad je v celoti podkleten, kjer so bile nekdaj grajske ječe in mnogo podzemnih hodnikov do bližnjega kamnoloma, ki je spadal k posestvu gradu kot je vidno že na Vischerjevem bakrorezu iz 17. stoletja.
Klet še hrani banjaste oboke, v pritličju pa še najdemo stiskalnico za grozdje, ki sega še v nadstropje.
Ob gradu je veliko pripadajočega ozemlja, k čemur spadata tudi ribnika, nekdaj pač del razkošnega grajskega parka, od katerega ni več sledu, tako kot ne od nekdanjih stolpov, ki so krasili pročelje danes zapuščene stavbe.